# Abbaye de Lubiąż
L'abbaye de Lubiąż (en polonais « Opactwo Cysterskie w Lubiążu », en latin « Luba » ou « Abbatia Lubensis », en allemand « Kloster Leubus ») est une ancienne abbaye cistercienne de Silésie située à proximité du village du même nom Lubiąż (Leubus avant 1945), à environ 54 km au nord-ouest de Wrocław (l'ancienne Breslau).
Le monastère est le plus grand bâtiment cistercien du monde et sa façade de 223 mètres de longueur est la plus longue en Europe.
Créée en 1163, l'abbaye connaît une prospérité relative durant le Moyen Âge, puis des destructions importantes durant les deux tiers du XVIIe siècle. Par la suite, elle est rebâtie et vit un siècle d'âge d'or, auxquelles les troupes napoléoniennes mettent fin en sécularisant le monastère.

## Localisation

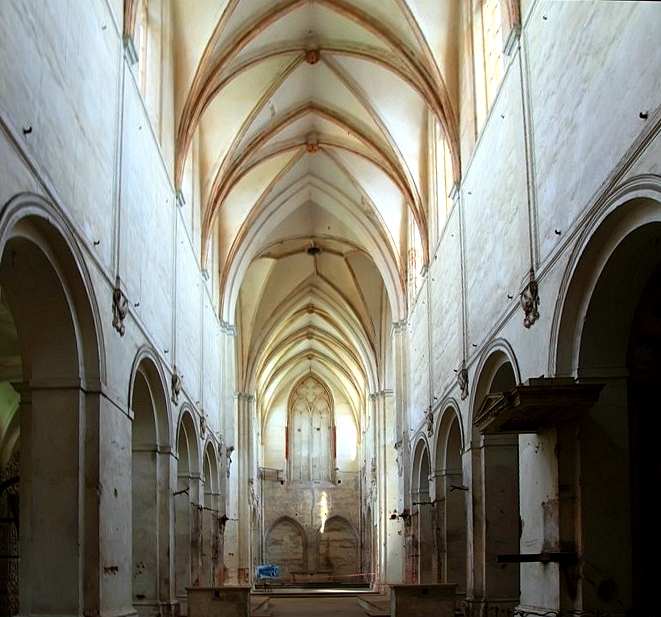
La nef de l'église abbatiale, avec ses arcs romans qui soutiennent une voûte gothique plus tardive.

L'abbaye est située dans la commune « Gmina » de Wołów, plus précisément juste en amont du village de Lubiąż, sur la rive droite de l'Oder « Odra », dans un méandre du fleuve. La région de Basse-Silésie de laquelle elle fait partie est en Pologne, mais est restée durant des siècles en Prusse, dont elle a gardé une grande partie de l'héritage culturel.

## Histoire

### Avant les cisterciens
Il semblerait que le monastère cistercien ait été construit à l'emplacement d'un précédent établissement bénédictin, de style nécessairement roman, fondé probablement vers 1050 et détruit en 1108 lors de l'invasion de la Silésie par l'empereur Henri V.

### Fondation
L'abbaye de Lubiąż est fondée le 16 août 1163 à l'initiative de Boleslas Ier, duc de Silésie, qui y fait venir des moines cisterciens de Pforta, en Thuringe. Cependant, les travaux font que le véritable début de la vie monastique est daté de 1175, d'autant que la charte du duc n'est publiée que le 21 mars de cette année.
Le fondateur de l'abbaye décide par ailleurs d'y être enterré, choix que font par la suite d'autres membres de la dynastie Piast.

### Développement médiéval

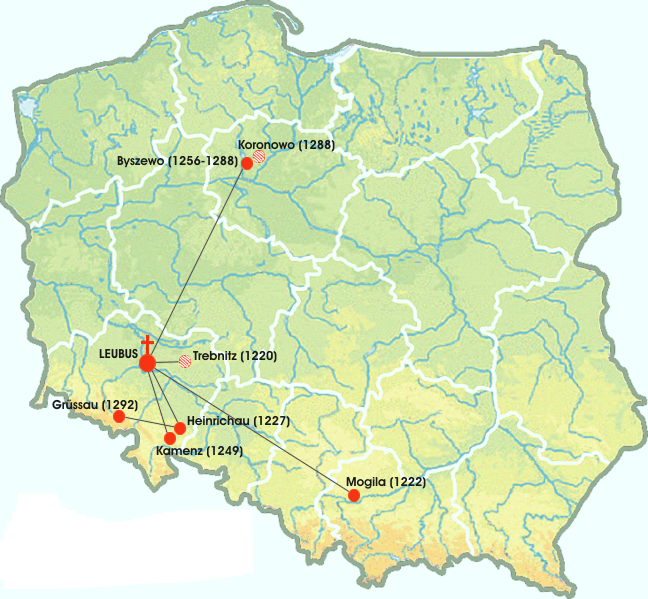
La filiation de l'abbaye de Lubiąż.

Innocent III confirme en 1201 la charte de fondation ; Un an après, l'abbaye a déjà des possessions dans vingt-sept villages des environs.
Le monastère se développe et fonde quatre abbayes filles, toutes dans l'actuelle Pologne : Mogila et Henryków en 1222, Kamenz (de) en 1247 et Koronowo (de) en 1256.
L'invasion mongole à partir de 1241, ne touche pas l'abbaye. Celle-ci développe l'agriculture, en particulier l'horticulture, les vergers, l'apiculture, la pêche, la viticulture. Le monastère crée des mines d'or, des ateliers, des abattoirs, des moulins. Au XIVe siècle, l'abbaye développe des activités dans soixante-cinq villages et quinze granges.
La bibliothèque médiévale de l'abbaye est particulièrement renommée, avec neuf cents ouvrages.

### Les destructions
Les troubles commencent avec les croisades contre les hussites, au milieu du XVe siècle. Une bonne partie de l'assise économique du monastère est ruinée, mais la situation s'aggrave encore quand un prince confisque le monastère pour en faire un pavillon de chasse en 1462. Les moines ne retrouvent leur abbaye qu'en 1505.
L'abbaye subit encore de nombreux pillages et destructions durant les guerres qui touchent la Pologne au XVIIe siècle, notamment la Guerre de Trente Ans et la Première guerre du Nord (qualifiée de « Déluge » en Pologne). Notamment, les Suédois pillent le trésor de l'abbaye ainsi que des reliquaires. Par souci de sécurité, la bibliothèque est déplacée en 1642 à Szczecin, où la foudre la fait entièrement brûler.

### L'âge d'or

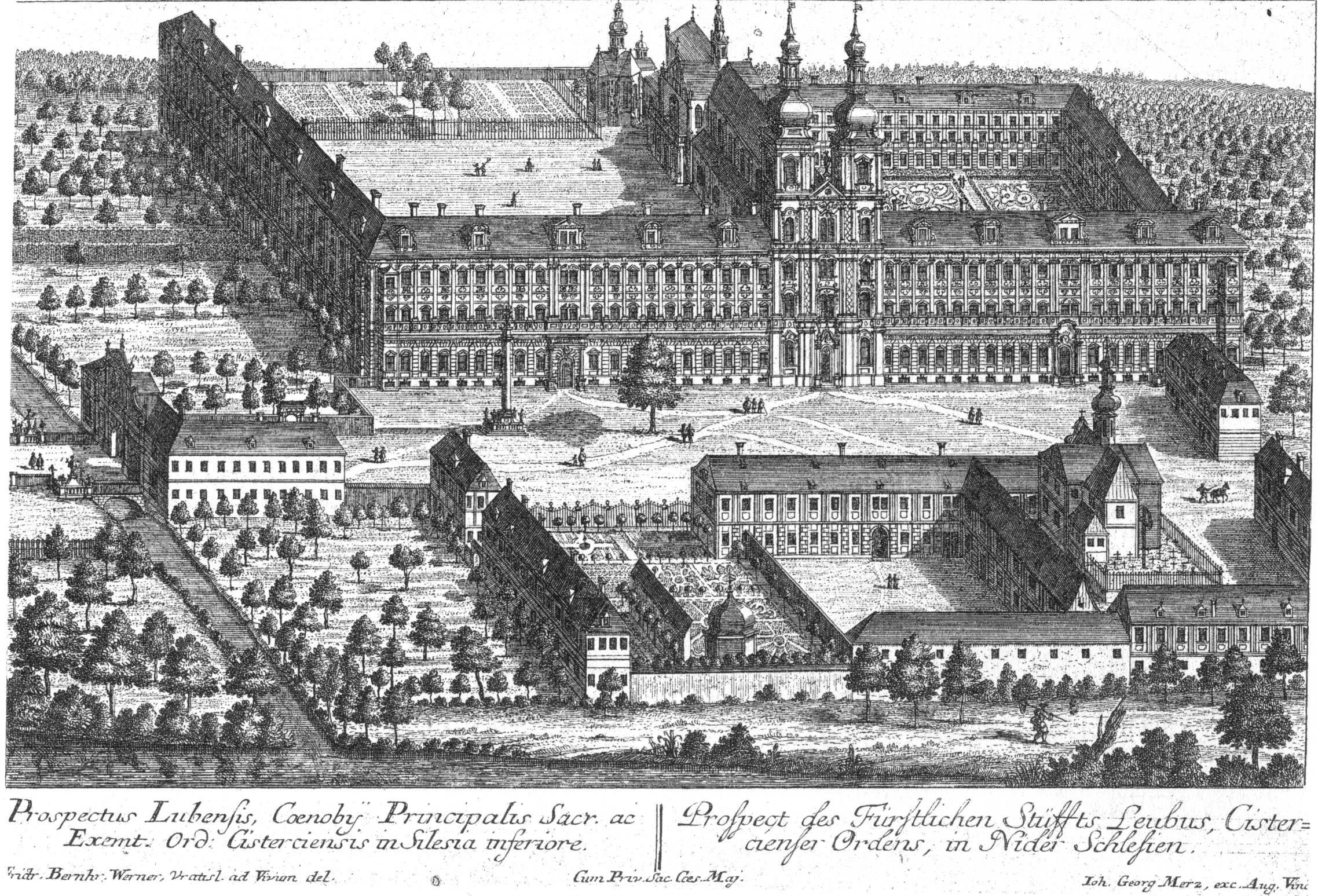
L'abbaye de Lubiąż au XVIIIe siècle, gravure de Friedrich Bernhard Werner.

L'abbaye est entièrement reconstruite après la guerre, entre 1681 et 1739, durant les abbatiats d'Arnold Freiberger, Johann Reich, Dominik Krausenberger, Baltazar Nietzsche, Ludwig Bauch et Konstant Beyer. L'église abbatiale est décorée (entre 1672 et 1681) dans un style baroque, auquel travaillent notamment les peintres Michael Willmann et Felix Anton Scheffler et les sculpteurs Matthias Steinl (de) et Franz Joseph Mangoldt,.
Le nouveau monastère, qui s'orne à cette occasion de la façade monumentale qui le caractérise, s'enrichit notamment d'un hall d'entrée de 270 m2, d'un hôpital, d'une boulangerie, d'une brasserie, mais également d'un aqueduc (1649), des deux jardins avec leurs fontaines, du palais abbatial (la longue aile nord du monastère, 1681-1699), du nouveau cloître (1695-1715), d'une nouvelle église Saint-Jacques (1729). Enfin, entre 1737 et 1747, sont réalisés et décorés le réfectoire et la bibliothèque.

### La sécularisation
Le 21 novembre 1810, l'abbaye est sécularisée par les troupes prussiennes alors inféodées à Napoléon, ce qui permet au roi de Prusse Frédéric-Guillaume III de faire main basse sur tous les biens ecclésiastiques de ses États. Sécularisée, l'abbaye devient un établissement pour personnes déficientes mentales.

### L'abbaye sous leIIIeReich
L'activité qui se déroule à Lubiąż durant toute la période nazie est difficile à connaître. Les documents d'archives indiquent que l'entreprise Telefunken possédait le site en 1943. Dès 1936, une vaste usine avait été bâtie ; il semblerait que des recherches en rapport avec la technologie du Radar aient été effectuées dans les bâtiments. Le major Siorek, qui étudie cette partie de l'histoire de l'abbaye, estime que l'abbaye aurait été ou aurait pu être une base de lancement de missiles V1 et V2. Il semblerait en tout cas que les vastes bâtiments aient contenus l'or pris à la population civile locale (le major Siorek avance le chiffre de six tonnes de métaux précieux), ainsi que du platine industriel, qui devait servir pour les besoins de Telefunken.
Après la guerre, ce trésor de guerre potentiel intéresse bien entendu les Soviétiques. En 1980 et 1981, le ministre de l'intérieur Czesław Kiszczak puis le général Jaruzelski lui-même ordonnent des fouilles minutieuses. Les recherches aboutissent à la trouvaille d'un coffre dans lequel étaient entreposées 1 353 pièces d'or et d'argent, trésor dont la valeur est alors estimée à 3,8 millions de złotys, c'est-à-dire 61 400 $. Il est possible que cette somme ait été enterrée lors de la sécularisation ; en tout cas, il est très peu probable qu'il s'agisse d'un trèsor de guerre nazi.
Le véritable trésor de guerre de l'abbaye est sans doute à chercher sous l'angle industriel. Le journaliste Tomasz Bonek (pl) estime que les travaux menés dans les caves du monastère, transformées en laboratoire, par les physiciens Herbert Mataré et Heinrich Welker auraient abouti, dès 1942, à la création du premier transistor, six ans avant son invention américaine par John Bardeen, William Shockley et Walter Brattain.

## L'abbaye
L'abbaye de Lubiąż est la plus grande abbaye cistercienne du monde ; en particulier, la façade du bâtiment principal, de 223 mètres de longueur, est la plus longue d'Europe.
L'abbaye médiévale comptait trois églises : l'abbatiale (consacrée, suivant la tradition cistercienne, à la Vierge Marie et deux églises paroissiales, consacrées respectivement à saint Jacques et à son frère Saint Jean. C'est là qu'est enterré le duc Boleslas.